# 第30回国民体育大会
第30回国民体育大会（だい30かいこくみんたいいくたいかい）は、1975年に開催された国民体育大会である。冬季スキー大会のスローガンは「輝く太陽きらめく新雪、人情(なさけ)が招く富良野国体」、夏季・秋季大会のテーマは「たくましくあすをひらこう」。

## 概要
| 季    | 期間                      | 開催地                       | 競技数 | 参加者数 |
| ----- | ------------------------- | ---------------------------- | ------ | -------- |
| 冬    | 1975年2月5日 - 2月8日     | 山梨県富士吉田市・河口湖町   | 1      | 1,810    |
| 冬    | 1975年2月17日 - 2月20日   | 北海道富良野市               | 1      | 1,873    |
| 夏    | 1975年9月14日 - 9月17日   | 三重県津市・四日市市・大台町 | 3      | 3,514    |
| 秋    | 1975年10月26日 - 10月31日 | 三重県                       | 28     | 17,655   |
| 合 計 | 合 計                     | 合 計                        | 33     | 24,852   |

- 30回目を迎え、下記変更が冬季大会から実施された。

1. 一般・高校というカテゴリーを、19歳を境として成人（男子、女子）・少年（男子、女子）に変更した。
2. 天皇杯・皇后杯の採点基準を、競技得点・優勝得点・参加得点の累計型とした。

## 冬季大会

### スケート競技会
第30回国民体育大会冬季大会スケート競技会は、2月5日～2月8日に山梨県富士吉田市、河口湖町（現富士河口湖町）で開催された。

### スキー競技会
第30回国民体育大会冬季大会スキー競技会は、2月16日～2月19日に北海道富良野市で行われた。テーマは「北国に躍る 友がき」、スローガンは「輝く太陽きらめく新雪、人情(なさけ)が招く富良野国体」。

## 夏季大会
実施競技・会場一覧
- 水泳
- 漕艇
- ヨット

## 秋季大会

### 実施競技・会場一覧
- 陸上競技
- サッカー
- スキー
- テニス
- ホッケー
- ボクシング
- バレーボール
- 体操
- バスケットボール
- スケート
- レスリング
- ウェイトリフティング
- ハンドボール
- 自転車競技
- ソフトテニス
- 卓球
- 軟式野球
- 相撲
- 馬術
- フェンシング
- 柔道
- ソフトボール
- バドミントン
- 弓道
- ライフル射撃
- 剣道
- ラグビー
- 高校野球

## 総合成績

### 天皇杯
- 1位 - 三重県
- 2位 - 東京都
- 3位 - 大阪府

### 皇后杯
- 1位 - 三重県
- 2位 - 東京都
- 3位 - 大阪府